# Campeonato de Clubes de la CFU 2022
El Campeonato de Clubes de la CFU 2022 fue la vigésimo cuarta y última edición del Campeonato de Clubes de la CFU, el torneo más importante de clubes en el Caribe.
El equipo campeón del torneo clasificó a la Liga de Campeones de la Concacaf 2023, el segundo y tercer lugar clasificaron a la Liga Concacaf 2022, mientras que el cuarto lugar jugará contra el campeón del CONCACAF Caribbean Club Shield 2022 por el último cupo caribeño a la Liga Concacaf 2022.
Con la ampliación de la Liga de Campeones de Concacaf a partir de la edición 2024, la edición 2022 de este torneo fue la última que se celebró. En cambio, se lanzará un torneo de copa regional, la Copa del Caribe, como un torneo clasificatorio de la Liga de Campeones de CONCACAF para equipos de la región de las Antillas, además de aquellos que clasifican directamente a través de sus ligas profesionales.
El campeón resultó ser el Violette Athletic Club de Haití, que sorpresivamente venció en la final al dominicano Cibao FC, superándolo en tanda de tiros penales luego que el tiempo reglamentario culminara empatado 0-0, por lo que jugará la Liga de Campeones de la CONCACAF, siendo ese su regreso al principal torneo internacional de clubes de Norte, Centroamérica y del Caribe luego de 28 años transcurridos desde su quinta y última participación allí. Por otro lado, Cibao FC, que no cedió ni un gol en contra en este torneo,  jugará la Liga Concacaf 2022 junto a su compatriota Atlético Vega Real (debutante absoluto en la arena internacional) y Waterhouse FC de Jamaica.

## Equipos participantes
De las 31 federaciones que conforman la Unión Caribeña de Fútbol, cuatro de ellas cuentan con una liga profesional, las cuales cuentan con la posibilidad de enviar hasta dos equipos por federación. 
| País                 | Equipo                   | Vía de clasificación                                                                                       |
| -------------------- | ------------------------ | --- |
| Haití                | Violette Arcahaie        | Campeón de la Serie de Apertura 2020-21 Subcampeón de la Serie de Apertura 2020-21                         |
| Jamaica              | Cavalier Waterhouse      | Campeón de la Liga Premier Nacional de Jamaica 2021 Subcampeón de la Liga Premier Nacional de Jamaica 2021 |
| República Dominicana | Cibao Atlético Vega Real | Campeón de la Liga Dominicana de Fútbol 2021 Subcampeón de la Liga Dominicana de Fútbol 2021               |

 Trinidad y Tobago cuenta con una liga profesional, sin embargo, debido a problemas administrativos, no ha organizado campeonatos y, por ende, no inscribió a ningún equipo participante.

## Fase de grupos
El sorteo de la fase de grupos se llevó a cabo el 3 de febrero de 2022, a las 11:00 horas (UTC-5), en la sede de Concacaf de Miami, Estados Unidos. Los seis equipos participantes fueron sorteados en dos grupos de tres equipos cada uno. Los dos equipos de la asociación anfitriona (República Dominicana) fueron asignados al bombo 1, los dos equipos haitianos al bombo 2, mientras que los 2 equipos jamaiquinos fueron ubicados en el bombo 3; asegurando, de este modo, que equipos de un mismo país no fuesen sorteados en un mismo grupo.
Los primeros y segundos lugares de cada grupo avanzan a semifinales.

### Grupo A
| Pos. | Equipo   | Pts. | PJ | G | E | P | GF | GC | Dif. | Clasificación |  | CIB | VIO | CAV |
| ---- | -------- | ---- | -- | - | - | - | -- | -- | ---- | ------------- |  | --- | --- | --- |
| 1    | Cibao    | 4    | 2  | 1 | 1 | 0 | 6  | 3  | +3   | Semifinales   |  | —   | 3–0 | —   |
| 2    | Violette | 3    | 2  | 1 | 0 | 1 | 3  | 5  | −2   | Semifinales   |  | —   | —   | 3–2 |
| 3    | Cavalier | 1    | 2  | 0 | 1 | 1 | 5  | 6  | −1   |               |  | 3–3 | —   | —   |

 Fuente: Concacaf
| 13 de mayo    | Cibao                                 | 3:0 (1:0) | Violette | Estadio Cibao FC, Santiago |                        |
| 20:00 (UTC-4) | - Charles 9' - Nievas 57' - Parra 76' | Reporte   |          | Árbitro(s): Reon Radix     | Árbitro(s): Reon Radix |

| 15 de mayo    | Violette                          | 3:2 (2:1) | Cavalier          | Estadio Cibao FC, Santiago |                            |
| 17:00 (UTC-4) | - Dejean 25', 71' - Georges 45+7' | Reporte   | - Webster 3', 63' | Árbitro(s): Alex Chilowicz | Árbitro(s): Alex Chilowicz |

| 17 de mayo    | Cavalier                             | 3:3 (0:2) | Cibao                                      | Estadio Cibao FC, Santiago |                            |
| 17:00 (UTC-4) | - Díaz 52' - González 68' - Japa 74' | Reporte   | - Atkinson 29', 63' - Florencio 37' (a.g.) | Árbitro(s): Melvin Herrera | Árbitro(s): Melvin Herrera |

### Grupo B
| Pos. | Equipo             | Pts. | PJ | G | E | P | GF | GC | Dif. | Clasificación |  | WAT | AVR | ARC |
| ---- | ------------------ | ---- | -- | - | - | - | -- | -- | ---- | ------------- |  | --- | --- | --- |
| 1    | Waterhouse         | 4    | 2  | 1 | 1 | 0 | 2  | 0  | +2   | Semifinales   |  | —   | 0–0 | —   |
| 2    | Atlético Vega Real | 4    | 2  | 1 | 1 | 0 | 2  | 1  | +1   | Semifinales   |  | —   | —   | 2–1 |
| 3    | Arcahaie           | 0    | 2  | 0 | 0 | 2 | 1  | 2  | −1   |               |  | 0–2 | —   | —   |

 Fuente: Concacaf
| 13 de mayo    | Atlético Vega Real          | 2:1 (2:0) | Arcahaie        | Estadio Cibao FC, Santiago   |                              |
| 17:00 (UTC-4) | - Gedna 21' - Herrera 45+1' | Reporte   | - Bien-Aime 65' | Árbitro(s): Ken Pennyfeather | Árbitro(s): Ken Pennyfeather |

| 15 de mayo    | Arcahaie | 0:2 (0:1) | Waterhouse               | Estadio Cibao FC, Santiago  |                             |
| 20:00 (UTC-4) |          | Reporte   | - Moulton 23' - Grey 79' | Árbitro(s): Benjamín Whitty | Árbitro(s): Benjamín Whitty |

| 17 de mayo    | Waterhouse | 0:0     | Atlético Vega Real | Estadio Cibao FC, Santiago |                          |
| 20:00 (UTC-4) |            | Reporte |                    | Árbitro(s): Moeth Gaymes   | Árbitro(s): Moeth Gaymes |

## Fase final
Los dos mejores de cada grupo avanzarán a esta fase.

### Cuadro de desarrollo
|  | Semifinales        | Semifinales      |       |                    | Final        | Final |  |
|  |                    |                  |       |                    |              |       |  |
|  |                    |                  |       |                    |              |       |  |
|  | 19 de mayo         |                  |       |                    |              |       |  |
|  | Cibao              | 1                |       |                    |              |       |  |
|  | Atlético Vega Real | 0                |       |                    |              |       |  |
|  |                    |                  |       |                    |              |       |  |
|  |                    |                  |       |                    | 22 de mayo   |       |  |
|  |                    |                  |       |                    | Cibao        | 0 (3) |  |
|  |                    | Violette (t. s.) | 0 (4) |                    |              |       |  |
|  |                    |                  |       |                    |              |       |  |
|  |                    |                  |       |                    |              |       |  |
|  |                    |                  |       |                    | Tercer lugar |       |  |
|  | 19 de mayo         | 19 de mayo       |       | 22 de mayo         | 22 de mayo   |       |  |
|  | Waterhouse         | 1                |       | Atlético Vega Real | 1 (3)        |       |  |
|  | Violette           | 3                |       |                    | Waterhouse   | 1 (1) |  |

### Semifinales
| 19 de mayo    | Cibao         | 1:0 (1:0) | Atlético Vega Real | Estadio Cibao FC, Santiago |                            |
| 17:00 (UTC-4) | - Charles 13' | Reporte   |                    | Árbitro(s): Alex Chilowicz | Árbitro(s): Alex Chilowicz |

| 19 de mayo    | Waterhouse   | 1:3 (1:1) | Violette                      | Estadio Cibao FC, Santiago |                            |
| 20:00 (UTC-4) | - Moulton 8' | Reporte   | - Louima 21' - Jeudi 75', 81' | Árbitro(s): Melvin Herrera | Árbitro(s): Melvin Herrera |

### Tercer lugar
El ganador clasificó a la Liga Concacaf 2022, mientras que el perdedor clasificó al play-off para Liga Concacaf contra el campeón de la CONCACAF Caribbean Club Shield 2022, por un lugar en la Liga Concacaf 2022.
| 22 de mayo    | Atlético Vega Real                     | 1:1 (1:0) (3:1 p.)         | Waterhouse                               | Estadio Cibao FC, Santiago |                          |
| 17:00 (UTC-4) | Gómez 7'                               | Reporte                    | Benbow 49'                               | Árbitro(s): Moeth Gaymes   | Árbitro(s): Moeth Gaymes |
|               |                                        | Tiros desde el punto penal |                                          |                            |                          |
|               | - Herrera - Jaquez - Peralta - Jiménez |                            | - Bradford - Simpson - Benbow - Williams |                            |                          |

### Final
El ganador clasificó a la Liga de Campeones de la Concacaf 2023, mientras que el perdedor clasificó a la Liga Concacaf 2022.
| 22 de mayo    | Cibao                                         | 0:0 (t. s.)(3:4 p.)        | Violette                             | Estadio Cibao FC, Santiago |                        |
| 20:00 (UTC-4) |                                               | Reporte                    |                                      | Árbitro(s): Reon Radix     | Árbitro(s): Reon Radix |
|               |                                               | Tiros desde el punto penal |                                      |                            |                        |
|               | - Díaz - Herold - López - Cristaldo - Heredia |                            | - Saba - Déjean - Vedrine - Archelus |                            |                        |

| Campeón              |
| Bandera de Haití     |
| -------------------- |
| Violette 1.er título |

### Play-off para Liga Concacaf
El play-off para Liga Concacaf fue jugado entre el cuarto lugar del Campeonato de Clubes de la CFU 2022 y el campeón de la CONCACAF Caribbean Club Shield 2022, siempre y cuando el ganador cumpla con los requisitos mínimos de la licencia para Liga Concacaf. El ganador de este play-off clasificó a la ronda preliminar de la Liga Concacaf 2022.
| 25 de mayo    | Waterhouse                            | 4:0 (0:0) | Bayamón | Estadio Cibao, Santiago      |                              |
| 17:00 (UTC-4) | - Williams 67' - Leslie 78', 84', 87' | Reporte   |         | Árbitro(s): Ken Pennyfeather | Árbitro(s): Ken Pennyfeather |

## Calificación para la Liga Concacaf 2022 y Liga de Campeones 2023
| Violette AC               | Cibao FC                  | Atlético Vega Real        | Waterhouse FC             |
| Liga de Campeones 2023    | Liga Concacaf 2022        | Liga Concacaf 2022        | Liga Concacaf 2022        |
| Clasificado el 22/05/2022 | Clasificado el 19/05/2022 | Clasificado el 22/05/2022 | Clasificado el 25/05/2022 |
| ------------------------- | ------------------------- | ------------------------- | ------------------------- |